# Visione del trono e libro dei sette sigilli
La Visione del trono e libro dei sette sigilli è un affresco (circa 350x300 cm) di Cimabue e aiuti, databile attorno al 1277-1283 circa e conservato nel transetto sinistro della basilica superiore di San Francesco di Assisi. 

## Storia
La datazione degli affreschi di Cimabue è piuttosto discorde, sebbene negli studi più recenti si sia assestata a un periodo tra il 1277, anno dell'elezione al soglio pontificio di Niccolò III e il 1283 circa. 
Gli affreschi di Cimabue sono in generale in condizioni mediocri o pessime. La zona del transetto sinistro è decorata dalle Storie apocalittiche, un soggetto piuttosto raro, che è confrontabile, per l'arte italiana pregiottesca, solo con gli affreschi dell'abbazia di San Pietro al Monte a Civate, con le scene della cappella Velluti in Santa Croce e col Giudizio universale dei mosaici del battistero di Firenze o di Santa Maria in Trastevere.

## Descrizione e stile
La scena mostra una delle visioni di san Giovanni riportate nell'Apocalisse (IV, 2-4). Vi si racconta di un trono in cielo dove è seduto uno, in questo caso Gesù bambino ancora dormiente prima del Giudizio), circondato dai simboli del tetramorfo disegnati, a parte l'angelo, come teste animali su corpi umani (quasi scomparso il bue), dagli angeli e dai santi. Davanti al trono, a sinistra, si nota il libro dai sette sigilli ancora chiuso. 
Il trono è inserito in una mandorla, attorno alla quale sono disposti, con un andamento che riprende la forma del nimbo, i ventiquattro vecchi, ciascuno con una corona e con un angelo alle spalle che li tocca per simboleggiarne l'ispirazione divina. In basso i "vasi pieni di profumi": è curioso come quello di sinistra fosse stato profilato in posizione più spostata a sinistra, come si vede a occhio nudo, e poi spostato in seguito forse a un pentimento o all'errore di un aiuto. 
In basso al centro si nota in piedi l'angelo "che bandiva con gran voce: «Chi è degno di aprire il libro e di sciogliere i suoi sigilli?»". È affiancato ai lati da altre presenze angeliche osannanti, che accorrono nella scena.
Il tema è stato letto anche come Adorazione dell'Agnello mistico, e in effetti il motivo del bambino e dell'Agnello sono spesso intercambiabili, però tale interpretazione non spiega tutti i simboli presenti nella rappresentazione. La presenza del Bambino, forse richiesta dai francescani per la loro particolare devozione, è inconsueta e si rifà a un'interpretazione inusuale del testo biblico (che parla di un personaggio maschile "somigliante a una pietra di diaspro e sardia") e diversa dalla tradizione bizantina dell'Etimasia, in cui sul trono sono di solito poggiati il pallio del giudice, la croce, le sacre Scritture. La Monferini ne spiegò la presenza in relazione agli scritti di Gioacchino da Fiore.

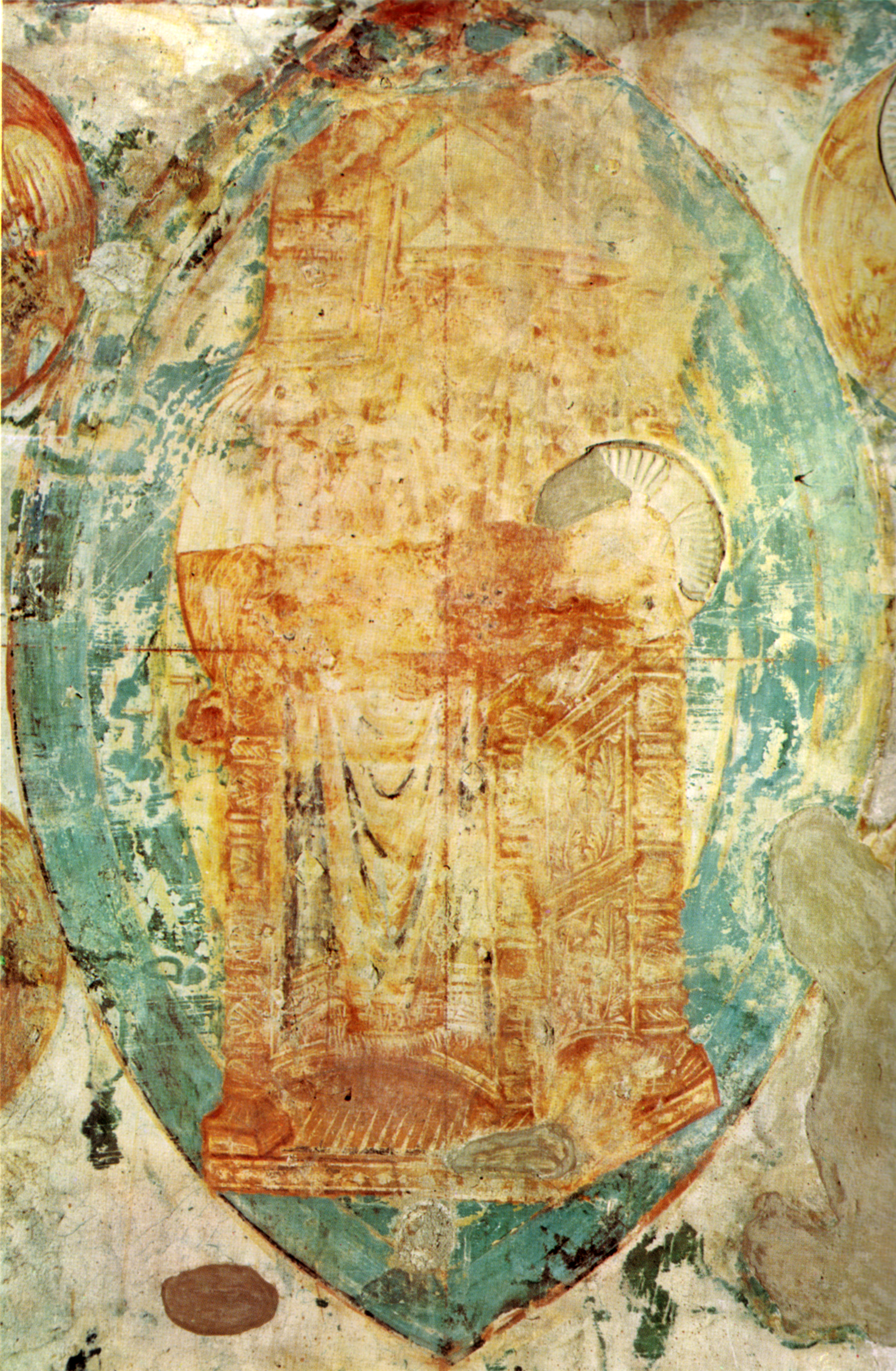
Dettaglio
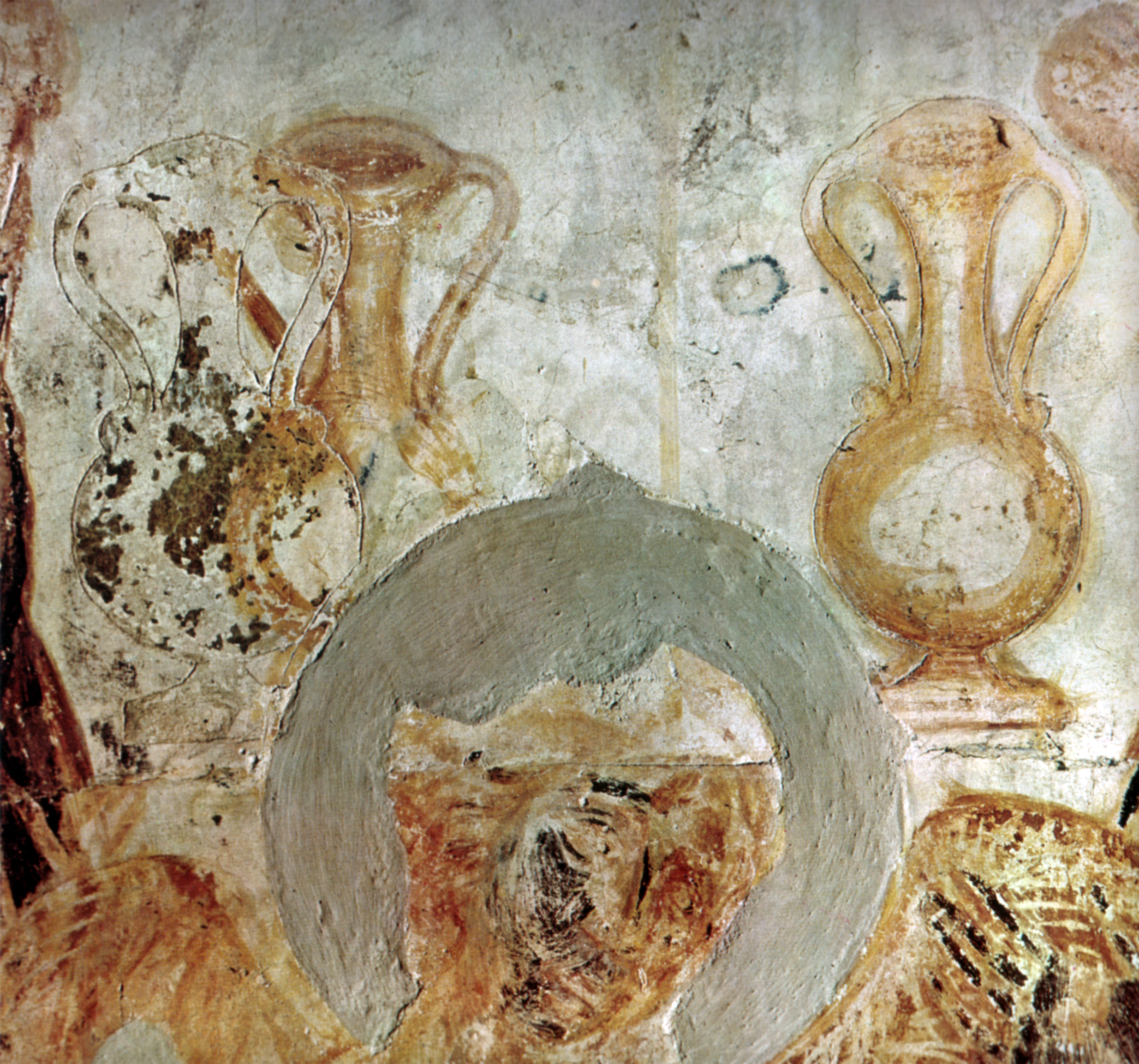
Dettaglio
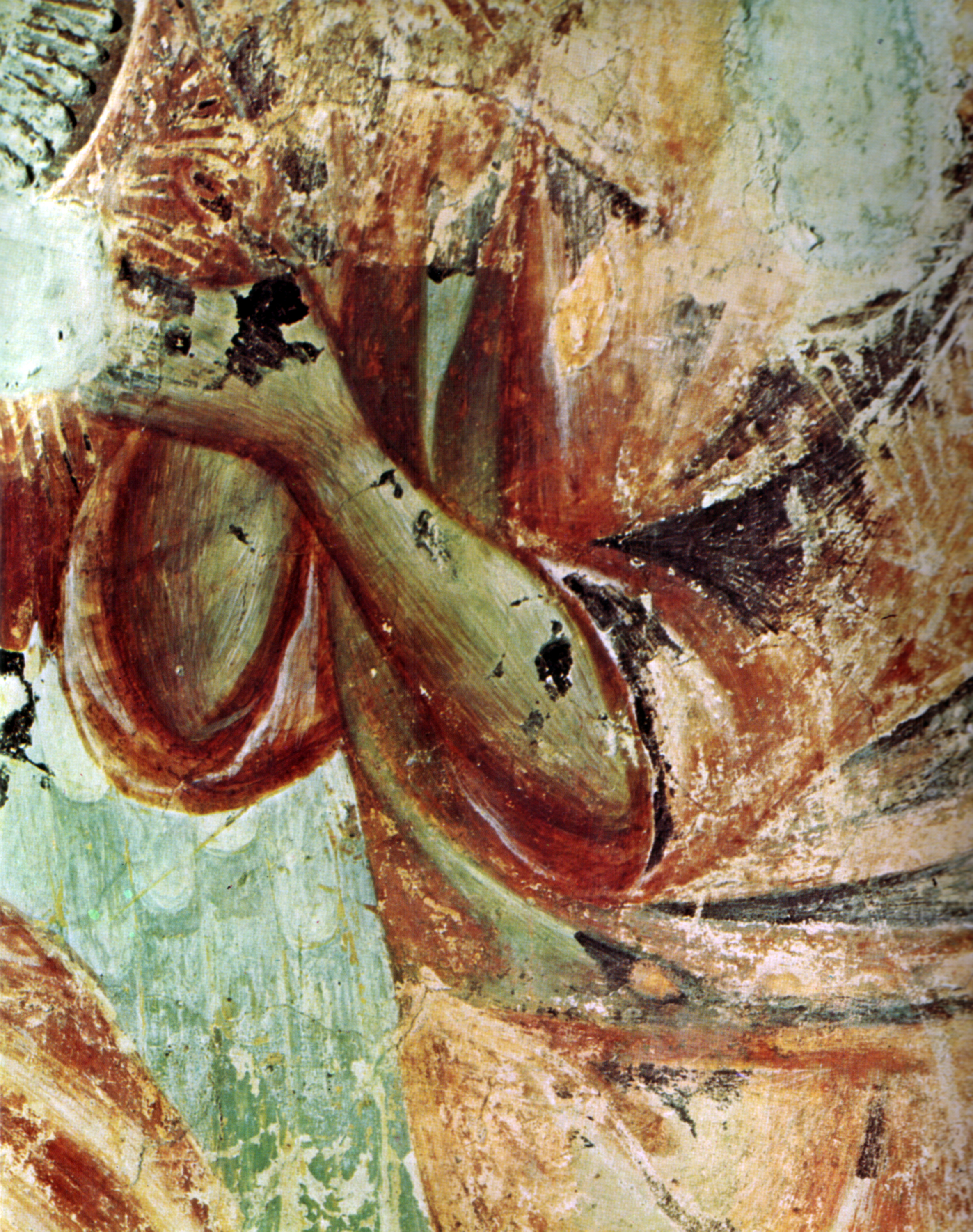
Dettaglio